# 弗魯穆謝尼鄉
46°06′00″N 21°29′00″E / 46.1°N 21.4833°E
弗魯穆謝尼鄉（羅馬尼亞語：Comuna Frumușeni, Arad），是羅馬尼亞的鄉份，位於該國西部，由阿拉德縣負責管轄，面積36平方公里，海拔高度143米，2011年人口2,543，人口密度每平方公里74人。